# La Tribuna illustrata

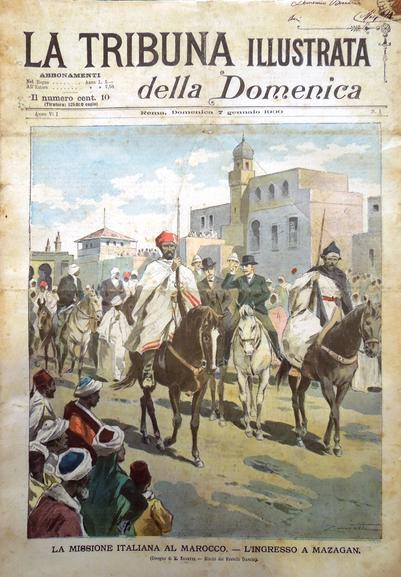
La Tribuna Illustrata della Domenica, primera página del 7 de enero de 1900.

La Tribuna illustrata fue una revista semanal italiana con sede en Roma, publicada entre 1890 y 1969. Junto con La Domenica del Corriere y L'illustrazione italiana, la revista fue uno de los semanarios ilustrados más leídos en Italia desde finales del siglo XIX hasta la llegada de la radiodifusión televisiva.

## Historia
Fundado en enero de 1890 como suplemento del diario La Tribuna, su primer número apareció, según las fuentes, el 6 o el 16 de enero de aquel año.
El formato de la revista era de 27 × 38 cm, un formato ligeramente más grande que el tabloide. La primera y la última página estaban a color, dibujadas por pintores y grabadores consagrados. Cada número contenía 16 páginas.
En enero de 1893 se publicó el suplemento semanal La Tribuna - Supplemento Illustrato della Domenica («La Tribuna - Suplemento dominical ilustrado»). La Tribuna ilustrada pasó a ser mensual. La cuenta atrás de los años comienza de nuevo desde cero.
En enero de 1897, la revista, absorbiendo el suplemento, pasó a ser semanal. El nuevo encabezado es La Tribuna illustrata della domenica («La Tribuna Ilustrada del domingo»).
En enero de 1902, el título pasó a ser La Tribuna illustrata («La Tribuna Ilustrada»).
En 1945-1946 la revista se publicó con el título L'Italia illustrata y desde el 7 de abril de 1946 hasta su cierre el 29 de junio de 1969, retomó su título original.

### Guerra de Abisinia
La historia del semanario cambió en 1895. Ese año, el gobierno italiano inició operaciones militares para la conquista de Etiopía, lo que catalizó la atención de todos los italianos. El editor de la Tribuna Illustrata estima que la campaña durará meses. La magnitud de la operación es considerable: cientos de miles de soldados serán enviados a África y separados de sus familias.
Así, a partir de diciembre de 1895, la primera página del semanario estuvo casi siempre dedicada al conflicto. La litografía de la portada ilustra las hazañas de los soldados italianos en el frente. En el interior hay fotografías de los soldados y sus mensajes a casa. En poco tiempo, Tribuna illustrata se convirtió en el primer semanario ilustrado italiano. Este éxito impulsó al periódico milanés Corriere della Sera a hacer lo mismo y en 1899 se publicó el semanario La Domenica del Corriere.

### SigloXX
En la primera mitad del siglo XX, la rivalidad con La Domenica del Corriere era fuerte. Durante la Segunda Guerra Mundial, las publicaciones se interrumpieron desde julio de 1944 hasta marzo de 1945.
En los años cincuenta, La Tribuna illustrata, después de haber disputado la posición dominante en el sector de los semanarios ilustrados con Domenica del Corriere, perdió la batalla. Alfredo Pigna, subdirector de Domenica del Corriere es trasladado a Roma y rodeado de jóvenes talentos como Viviano Domenici, Raffaele Fiengo, Gianfranco De Laurentiis, Giovanna Grassi, Bartolo Pieggi, Vincenzo Nani y Graziella Berandi. El competidor se sitúa en un volumen de tiradas de más de un millón de ejemplares, mientras que las ventas de Tribuna alcanzan apenas los 48 000 ejemplares.
Tras intentar conservar ambas revistas, la editorial optó por sacrificar La Tribuna. Este fue el principio del fin del histórico semanario, cuyo último número se publicó el 29 de junio de 1969.
La revista reapareció, durante tres números, en forma de un refinado bimestral, de enero a marzo de 1986, con el subtítulo Rivista di cultura e di immagine («Revista de cultura e imágenes»), editada por la empresa Struttura editoriale de Milán.